# Sandia Heights (Nuevo México)
Sandia Heights es un lugar designado por el censo ubicado en el condado de Bernalillo en el estado estadounidense de Nuevo México. En el Censo de 2010 tenía una población de 3193 habitantes y una densidad poblacional de 640,1 personas por km².

## Geografía
Sandia Heights se encuentra ubicado en las coordenadas 35°10′28″N 106°29′19″O / 35.17444, -106.48861. Según la Oficina del Censo de los Estados Unidos, Sandia Heights tiene una superficie total de 4.99 km², de la cual 4.99 km² corresponden a tierra firme y (0%) 0 km² es agua.

## Demografía
Según el censo de 2010, había 3193 personas residiendo en Sandia Heights. La densidad de población era de 640,1 hab./km². De los 3193 habitantes, Sandia Heights estaba compuesto por el 94.74% blancos, el 0.6% eran afroamericanos, el 0.78% eran amerindios, el 1.53% eran asiáticos, el 0% eran isleños del Pacífico, el 0.53% eran de otras razas y el 1.82% pertenecían a dos o más razas. Del total de la población el 8.36% eran hispanos o latinos de cualquier raza.